# Penkun
Penkun település Németországban, Mecklenburg-Elő-Pomeránia tartományban. Lakosainak száma 1756 fő (2023. december 31.).

## Népesség
A település népességének változása:
| Lakosok száma | 2082 | 1806 | 1785 | 1773 | 1815 | 1756 |
|               | 2012 | 2017 | 2019 | 2021 | 2022 | 2023 |